# Generation X (Britse band)
Generation X is een Britse punkband die in 1976 gevormd werd door Billy Idol, Tony James en John Towe.
De band is vernoemd naar het gelijknamige boek.

## Discografie

### Albums
- Generation X, 1978
- Valley of the Dolls, 1979
- Sweet Revenge, 1979
- Kiss Me Deadly, 1981